# Blue Cross Arena
Blue Cross Arena – hala sportowa znajdująca się w Rochester w Stanach Zjednoczonych. 
Zbudowano ją kosztem 7.5 miliona $ i otwarto 18 października 1955 roku. W 1996 r. zaczęto dwuletnią przebudowę obiektu, kosztującą 41 milionów $, a ukończoną 18 września 1998. Wtedy też zmieniono dotychczasową nazwę hali z Rochester Community War Memorialna The Blue Cross Arena at the War Memorial. Współcześnie nazwę skraca się do Blue Cross Arena. Posiada 12 428 miejsc.
Obecnie swoje mecze rozgrywają tutaj drużyny:
- Rochester Knighthawks - NLL (od 1995)
- Rochester Americans - AHL (od 1956)
- Rochester Razorsharks - ABA (od 2005)

Dawniej swoje mecze rozgrywała drużyna:
- Rochester Royals-NBA (1955-1957)